# Pedro Bayarri
Pedro Bayarri Benedito (Benicarló, 1803 - Madrid, 26 de junio de 1859) fue un abogado y político español durante el reinado de Isabel II.

## Biografía
Estudió derecho en la Universidad de Valencia y trabajó como abogado en Villarreal, donde tenía parientes. Durante la segunda guerra carlista fue desterrado junto al alcalde de la localidad por el brigadier carlista Joaquín Llorens Bayer. Cuando en 1854 tuvo lugar el levantamiento de la Vicalvarada se le nombró comandante de la Milicia Nacional y formó parte de la Junta Revolucionaria de Castellón de la Plana, siendo elegido ese mismo año como diputado a Cortes, por la provincia de Castellón, por el Partido Progresista. Fue nombrado secretario del Congreso y acabó abandonando sus posturas progresistas para ingresar en la Unión Liberal de Leopoldo O'Donnell. En este cambio de posición política, se ganó el afecto de O'Donnell, quien le nombró ministro de Marina, cargo que ocupó entre el 14 de julio y el 12 de octubre de 1856.
En 1857 fue nombrado Presidente del Consejo Supremo de Guerra y Marina. En las elecciones de diciembre de 1858 fue elegido nuevamente diputado a Cortes por Castellón, ocupando el escaño hasta su muerte, ocurrida en Madrid el 26 de junio de 1859.